# Авиационная промышленность России
Авиационная промышленность России — крупная отрасль российского машиностроения, осуществляющая разработку и производство авиационной техники. В сфере самолётостроения Россия выпускает, в частности, истребители, бомбардировщики, учебно-боевые, военно-транспортные, пассажирские самолёты, в сфере вертолётостроения — транспортные и боевые вертолёты. Также осуществляется выпуск беспилотных летательных аппаратов.
По объёму выпускаемой продукции военного самолётостроения Россия находится на 2-м месте в мире (более 100 самолётов за 2010 год), вертолётостроения — на 3-м месте в мире (6 % мирового рынка вертолётов).
В 2018 году объём производства в авиационной промышленности России составил 987 млрд рублей (15,7 млрд долларов США), объём экспорта авиатехники — 380 млрд рублей (6 млрд долларов США).
Основными производителями авиационной техники в России являются государственные холдинги «Объединённая авиастроительная корпорация» (осуществляет выпуск самолётов) и «Вертолёты России» (производит вертолёты).

## История

### Российская империя

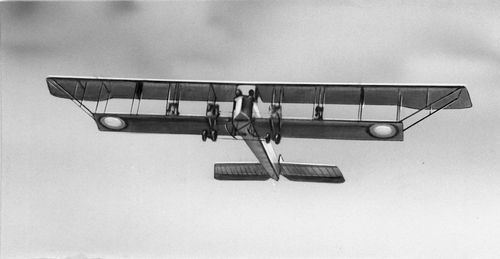
Самолёт «Илья Муромец»

К изготовлению дирижаблей в Российской империи приступили в 1908 году. Позже возникло несколько частных предприятий по изготовлению моторов и самолётов.
Развитие авиации в 1911—1913 годах шло медленно. В 1913 году в Российской империи насчитывалось 4 небольших завода и 2 мастерские по производству и сборке самолётов, и лишь в мае 1914 года военное министерство разместило на них заказ на производство 292 самолётов.
Развитие авиации сдерживала слабость материальной части и необходимость поставок из-за рубежа авиационных компонентов, особенно авиамоторов (производство авиационных моторов до начала Первой мировой войны в 1914 году в России отсутствовало, если не считать отделения французского завода Гнома в Москве, дававшего не более 5 авиадвигателей в месяц)
Авиационная промышленность была развита слабо, в период до октября 1917 года в стране насчитывалось 15 самолётостроительных и 6 моторостроительных предприятий, которые в основном производили самолёты, спроектированные за рубежом.
- Завод «ПРТВ» Щетинина — первый в России (Петербург)
- Заводы В. А. Лебедева (Петербург, Ярославль, Таганрог)
- Завод В. В. Слюсаренко (Петербург)
- Завод Дукс (Москва)
- Русско-Балтийский вагонный завод (Рига, Москва)
- Завод аэропланов Анатра (Одесса)

В общей сложности, в период до Октябрьской революции 1917 года в стране было выпущено 5600 самолётов.

### СССР

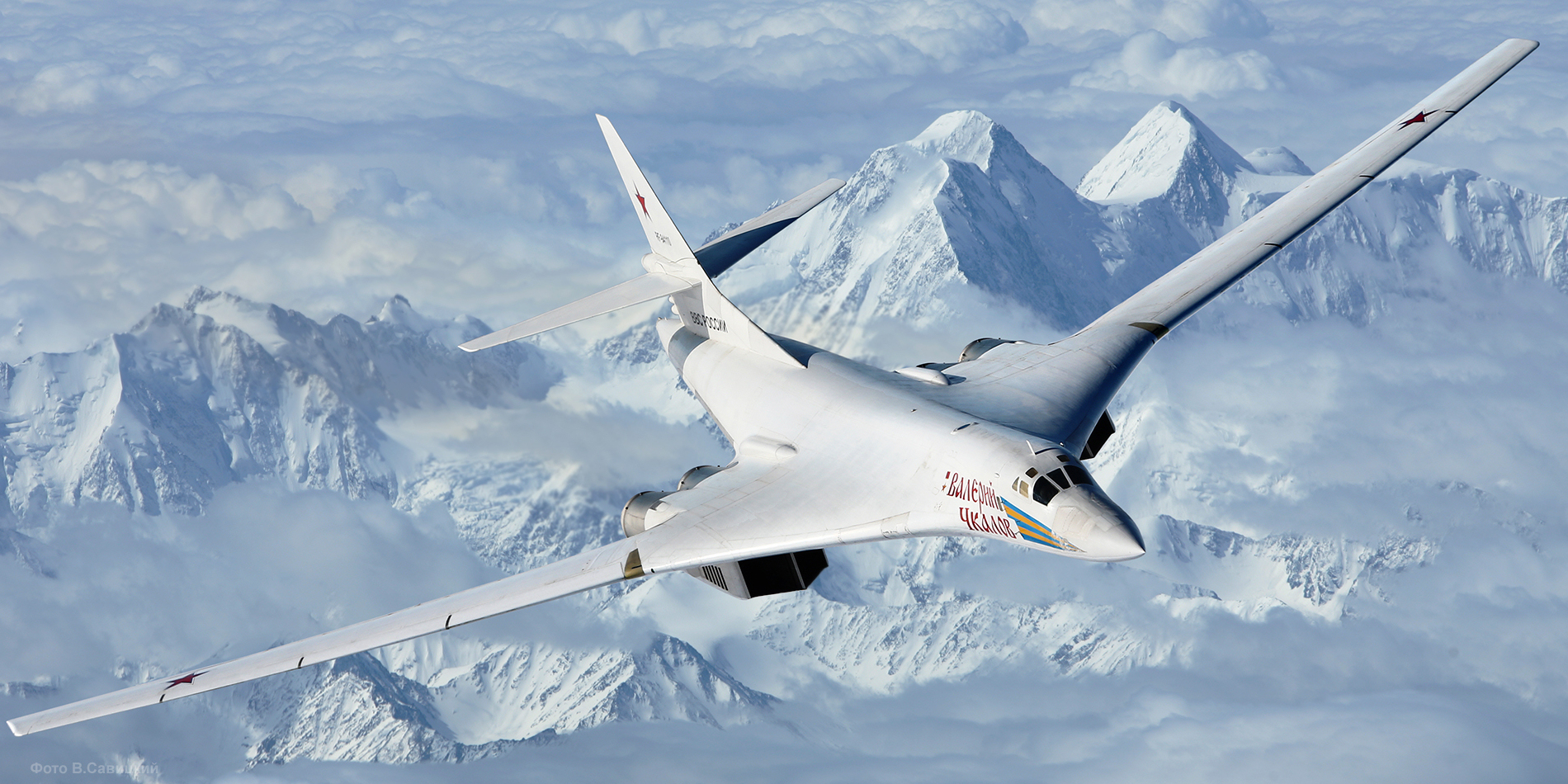
Сверхзвуковой стратегический бомбардировщик Ту-160

- Первое (самолётное) управление Наркомата оборонной промышленности СССР
- Народный комиссариат авиационной промышленности СССР (НКАП) — государственный орган СССР в ранге министерства, управлявший развитием авиационной промышленности СССР в 1939—1946 годах.
- Министерство авиационной промышленности СССР — упразднено Постановлением Госсовета СССР от 14 ноября 1991 года, прекратило свою деятельность 1 декабря 1991 года.

Построены различные авиазаводы, созданы КБ.
В СССР были созданы первый в мире сверхзвуковой пассажирский самолёт (Ту-144), самый грузоподъёмный в мире серийный грузовой самолёт (Ан-124), крупнейший в мире серийный транспортный вертолёт (Ми-26).

### Российская Федерация
1990-е:
В конце 1980-х годов промышленность СССР оказалась под ударом политических изменений. Уменьшение международной напряжённости привело к сокращению гособоронзаказа, а перестройка экономического уклада нарушила традиционные схемы работы предприятий. В 1991 году распался СССР, запустив процесс разрушения производственных цепочек и усложнив сбыт продукции на традиционных рынках. Хаотическая приватизация начала 1990-х и отмена системы госзакупок по заявкам авиапредприятий закончили процесс отключения отрасли от государственного финансирования. Таким образом, гражданские авиакомпании практически отказались от закупок новой техники в связи с коллапсом спроса на авиаперевозки, государственное финансирование оборонных нужд было минимально в связи с отсутствием денег в бюджете, а экспорт новых вооружений резко сократился из-за переизбытка предложения б/у вооружений советских образцов и неумения разрозненных производителей продвигать и поддерживать свою продукцию за рубежом. Производство всех видов авиатехники рухнуло в несколько раз.
Отказ государства от таможенного регулирования импорта иностранной б/у авиатехники и отсутствие дешёвых кредитов усугубил коллапс гражданского авиастроения России. Авиакомпаниям было выгоднее взять в длительный лизинг иностранный борт чем покупать отечественный. К концу 1990-х стало ясно что производители авиатехники не имеют средств для разработки конкурентоспособных моделей, восстановления производственных цепочек и возобновления серийного производства самолётов.
2000-е:

К концу 1990-х годов государство озаботилось катастрофическим состоянием отрасли. Было ограничено иностранное участие в капитале и управлении ключевыми предприятиями. Начались попытки создать характерные для успешных капиталистических экономик инструменты финансирования отрасли. Например, возникла лизинговая компания Ильюшин Финанс Ко. Для продвижения военной продукции создан Рособоронэкспорт. Государство начало консолидацию авиастроительных активов, создав Объединённую авиастроительную корпорацию и Вертолёты России. В 2005 году была принята Стратегия развития авиационной промышленности РФ на период до 2015 года. С 2004 по 2009 год объём государственного финансирования авиапрома России увеличился в 20 раз. В 2008 году указом Президента РФ в Жуковском создан Национальный центр авиастроения России (НЦА).
В 2007 году рост объёма производства в авиационной промышленности составил 16,6 % в реальном исчислении, из них в гражданском авиастроении — 10,2 %, в военном — на 19,7 %. За этот год объём производства в авиационной промышленности России составил 230 млрд руб, из которых на экспорт пришлось около 30 %.
2010-е: В 2010 году российские предприятия авиапрома выпустили более 100 военных самолётов, а их выручка составила более 504 млрд рублей, из которых 31 % — доля самолётостроения, 18 % — вертолётостроения, 24 % — двигателестроения, 8 % — агрегатостроения, 11 % — приборостроения, 8 % — производства спецтехники. В 2011 году было выпущено 267 вертолётов. В 2014 году «Объединённая авиастроительная корпорация» поставила заказчикам 161 самолёт (124 военных и 37 гражданских); «Вертолёты России» — 271 вертолёт.
Начато серийное производство нескольких самолётов, например новых Sukhoi Superjet 100, Як-130, Су-34, перенесено производство и обновлён Ил-76, совместно с Украиной Ан-148. Серийно выпускается несколько модельных линеек гражданских и боевых вертолётов, в том числе новые Ансат.
В 2014 году происходит смена власти на Украине, предприятия которой были глубоко интегрированы в авиационную промышленность России. В первую очередь это касалось вертолётных и авиадвигателей двигателей «Ивченко-Прогресс» и «Мотор Сич». Новые власти Украины отказались от военно-технического сотрудничества и взяли курс на сворачивание производственной кооперации с предприятиями России. В связи с этими проблемами был интенсифицирован процесс импортозамещения украинских комплектующих. Под угрозой находятся совместные проекты, в частности Ан-148 и возобновление производства Ан-124.
В том же году США и ряд других стран вводят мораторий на кредитование резидентов России и санкции против отдельных промышленных предприятий.
25 декабря 2015 года совершил первый полёт учебный самолёт СР-10. 30 декабря 2015 года был сертифицирован новый вертолёт Ми-38. 29 сентября 2016 года состоялся первый полёт учебного самолёта Як-152.  За 2017 год состоялось 3 первых полёта: 25 мая — полёт среднего вертолёта Ка-62, 28 мая — полёт пассажирского самолёта МС-21, 18 ноября — полёт нового самолёта ДРЛО А-100. В августе 2017 года был сертифицирован модернизированный средний вертолёт Ми-171А2. 
21 декабря 2016 года Правительство РФ создало Авиационную коллегию с целью координировать действия органов исполнительной власти и организаций авиационной промышленности и воздушного транспорта при разработке, производстве и эксплуатации отечественной гражданской авиатехники.
В Жуковском строится, в рамках Указа Президента РФ от 20 февраля 2008 года, Национальный центр авиастроения (штаб-квартира ОАК). Планировалось, что весь процесс создания НЦА будет выполнен в три этапа, каждый продолжительностью по три года. Реализовать первый этап планировалось за 2009—2012 годы, второй этап — 2013—2015 гг. и завершающий этап — 2016—2018 гг.
Конец 2010-х — реформа авиационной промышленности, под руководством председателя совета директоров ОАК А. Сердюкова.
2020-е: В сентябре 2020 года иностранные поставщики комплектующих для российской авиации единовременно отказались от сотрудничества с Россией; в 2022 году на фоне войны Евросоюз расширил запрет на экспорт в Россию авиационных двигателей и деталей. На тот момент российский гражданский авиапарк насчитывал 850 самолетов (в основном Boeing и Airbus).
В июне 2022 Правительство России утвердило комплексную программу развития авиатранспортной отрасли до 2030 года (она предусматривала пополнение парка авиакомпаний России более чем тысячей отечественных самолетов, свыше 760 вертолетов и около 5 тысяч двигателей для них;  приоритетные самолеты для производства в стране — МС-21, SSJ New, Ил-114-300 и Ту-214, возобновление серийного производства Ил-96-400М не ожидалось); курировал её выполнение первый вице-премьер Андрей Белоусов.
В феврале 2023 года премьер-министр РФ Михаил Мишустин сообщил о выделении правительством 237 млрд рублей на авиастроение в 2023 году и ещё 32 млрд рублей в следующие два года. Ожидалось, что благодаря этим мерам «Аэрофлот» в следующие три года сможет пополнить авиапарк более 60 магистральными самолетами: МС-21, «Superjet» и Ту-214 (впоследствии Аэрофлот согласился принимать только МС-21). В марте 2023 года Мишустин заявил о принятии плана по финансированию отрасли, согласно которому начиная с 2026 года Россия будет выпускать более 100 самолётов различных модификаций в год. Он сообщил об успешном проведении испытаний Ил -114, «Байкала», сертификации ПД-14 и композитного крыла для МС-21. Также он анонсировал первый полет SSJ100 с российским двигателем ПД-8 в ближайшие три месяца, однако план испытаний сорвался, двигатель не сертифицировали и отправили на доработку. 
К концу 2023 года планировалось выпустить 13 самолётов: 6 лайнеров МС-21, 2 импортозамещённых SSJ-100, 2 Ил-114-300 и 3 лайнера Ту-214. По факту к концу 2024 года было выпущено только два Ту-214 и один Ил-96-300. На этом фоне в мае и декабре 2024 года планы комплексной програмы были сокращены: на 2025 год ожидается выпуск 20 лайнеров вместо 82, в 2026 году — 97 вместо 120, в 2027 году — 140 вместо 180.  Суммарную цифру ожидаемых к поставке до 2030 года самолётов снизили с 1000 до 600-700 штук (из них Sukhoi Superjet New — 142 единицы;  МС-21-310 — 270; Ил-114-300 — 70; Ту-214 — 115, Ил-96-300 — 12). Производственные планы сократились и в двигателестроении: к 2025 году для лайнера МС-21 должны были поставить 24 двигателя, план снизился до 7. План по ПД-8 снизился с 72 до 50 штук. При этом объём привлечённых из ФНБ средств возрастает до 280 млрд рублей. Провал программы привёл к единовременному увольнению директоров двух крупнейших авиазаводов России.
БПЛА: В конце апреля 2023 года мэр Москвы Сергей Собянин сообщил президенту РФ Владимиру Путину о запуске производства БПЛА на самой крупной индустриальной площадке РФ «Руднево». Путин назвал отрасль важнейшим направлением, способным поднять конкурентоспособность любой экономики, и оценил потенциал в России примерно в триллион рублей. По словам вице-премьера РФ Андрея Белоусова, в 2023 году объем госзаказа на БПЛА составит 4,4 млрд рублей, с 2024 по 2026 около 92 млрд рублей, до 2030 года включительно — 200 млрд. (что эквивалентно 670 тысячам БПЛА, включая 16 тысяч средних и тяжелых). По его прогнозу, к концу 2026 года Россия выйдет на объем выпуска 18 тысяч БПЛА.
28 июня 2023 года правительство РФ утвердило стратегию развития беспилотной авиации до 2030 года с перспективой на 2035 год. Основная цель — возникновение в РФ новой отрасли экономики, связанной с использованием и производством БПЛА. В стратегию включены пять направлений: стимулирование спроса на российские БАС; разработка и производство БАС; развитие инфраструктуры (аэропортов и дронопортов); подготовка кадров для БАС; фундаментальные и перспективные исследования в этой сфере. В стратегии обозначен рост рынка БПЛА к 2035 году до 1 млн единиц с увеличением доли отечественных производителей с 50% до 80%.

## Выпускаемая и проектируемая авиатехника
| Год  | Самолёты («ОАК»)           | Вертолёты («Вертолёты России») |
| ---- | -------------------------- | ------------------------------ |
| 2020 | ?                          | ?                              |
| 2019 | ?                          | ~200                           |
| 2018 | ?                          | 169                            |
| 2017 | 101 военных 32 гражданских | 213                            |
| 2016 | 104 военных 37 гражданских | 189                            |
| 2015 | 124 военных 32 гражданских | 212                            |
| 2014 | 124 военных 33 гражданских | 271                            |
| 2013 | 80 военных 32 гражданских  | 275                            |
| 2012 | 80 военных 23 гражданских  | 290                            |
| 2011 | 88 военных 7 гражданских   | 262                            |
| 2010 |                            | 214                            |

В таблицу не входит БПЛА и малая авиация, собираемые большей частью компаниями не входящими в ОАК.

### Военные самолёты
| Название  | Фото | Тип                           | Статус                | Первый полёт | Разработчики     | Производители | Произведено             | Примечания                                                                                           |
| --------- | ---- | ----------------------------- | --------------------- | ------------ | ---------------- | ------------- | ----------------------- | --- |
| Су-30     |      | Тяжёлый истребитель           | Серийное производство | 31.12.1989   | ОКБ Сухого       | ИАЗ КнААЗ     | Всего >630 2018 год: 18 | Эксплуатанты: Россия, Белоруссия, Казахстан, Индия, Китай, Алжир, Вьетнам, Венесуэла, Малайзия и др. |
| Су-35     |      | Тяжёлый истребитель           | Серийное производство | 19.02.2008   | ОКБ Сухого       | КнААЗ         | >126                    | Эксплуатанты: Россия, Китай.                                                                         |
| Су-57     |      | Тяжёлый истребитель           | Серийное производство | 29.01.2010   | ОКБ Сухого       | КнААЗ         | 10                      | В 2019 году было заказано 76 самолётов для Вооружённых сил России.                                   |
| МиГ-29СМТ |      | Лёгкий истребитель            | Производство          |              |                  | РСК «МиГ»     | >10                     | - |
| МиГ-35    |      | Лёгкий истребитель            | Лётные испытания      |              |                  | Сокол         | 6                       | - |
| МиГ-41    |      | Истребитель-перехватчик       | Разработка            |              | РСК «МиГ»        |               | -                       | - |
| Су-34     |      | Фронтовой бомбардировщик      | Серийное производство |              | ОКБ Сухого       | НАЗ           | 126                     | Принят на вооружение ВВС России 20.03.2014.                                                          |
| Ту-160М2  |      | Стратегический бомбардировщик | Разработка            |              |                  | КАЗ           | -                       | - |
| ПАК ДА    |      | Стратегический бомбардировщик | Разработка            |              | Туполев          |               | -                       | - |
| Як-130    |      | Учебно-боевой самолёт         | Серийное производство | 25.04.1996   | ОКБ им. Яковлева | ИАЗ           | >130                    | Эксплуатанты: Россия, Алжир, Бангладеш, Белоруссия, Мьянма.                                          |
| А-100     |      | Самолёт ДРЛО                  | Лётные испытания      | 18.11.2017   |                  | ТАНТК         | 1                       | - |

### Учебные и лёгкие самолёты
| Название        | Фото | Тип                          | Статус                | Первый полёт | Разработчики | Производители       | Произведено | Примечания |
| --------------- | ---- | ---------------------------- | --------------------- | ------------ | ------------ | ------------------- | ----------- | ---------- |
| Як-152          |      | Учебно-тренировочный самолёт | Лётные испытания      | 29.09.2016   | «Иркут»      | ИАЗ                 | 1           |            |
| «Корвет»,Цикада |      | Самолёт-амфибия              | Производство          | 1986         |              | «Серебряные крылья» | ~90         |            |
| Ла-8            |      | Самолёт-амфибия              | Производство          | 20.11.2004   | АэроВолга    | АэроВолга           | >10         |            |
| Borey           |      | Самолёт-амфибия              | Серийное производство |              | АэроВолга    | АэроВолга           |             |            |
| Л-172           |      | Самолёт-амфибия              | Разработка            |              | Авиатех      |                     | -           |            |

### Транспортные самолёты
| Название    | Фото | Взлётный вес Дальность | Статус                | Первый полёт  | Разработчики    | Производители | Произведено | Примечания                          |
| ----------- | ---- | ---------------------- | --------------------- | ------------- | --------------- | ------------- | ----------- | ----------------------------------- |
| Ил-76МД-90А |      | 200 тонн 6500 км       | Серийное производство | 22.09.2012    | АК им. Ильюшина | Авиастар-СП   | ?           | Модификации: Ил-76ТД-90А Ил-78М-90А |
| Ил-276      |      | 70 тонн 7300 км        | Разработка            | План 2023 год | АК им. Ильюшина |               | -           |                                     |
| Ил-112В     |      | 21 тонна 5200 км       | Работы приостановлены | 30.03.2019    | АК им. Ильюшина | ВАСО          | 1           |                                     |
| Бе-200      |      | 41 тонна 3100 км       | Производство          | 24.09.1998    | ТАНТК           | ТАНТК         | 16          | Самолёт-амфибия                     |
| ПАК ТА      |      |                        | Разработка            |               | АК им. Ильюшина |               | -           | Замена Ан-124                       |

### Пассажирские самолёты
| Название            | Фото | Вместимость Дальность        | Статус                 | Первый полёт  | Разработчики              | Производители | Произведено | Эксплуатанты |
| ------------------- | ---- | ---------------------------- | ---------------------- | ------------- | ------------------------- | ------------- | ----------- | ------------ |
| ТВС-2ДТС            |      | 12 пасс. 1200 км             | Лётные испытания       | 10.07.2017    | СибНИА                    |               | 1           |              |
| Ил-114-300          |      | 64 пасс. 6500 км             | Сборка первого образца | План 2019 год | АК им. Ильюшина           | РСК «МиГ»     | -           |              |
| Sukhoi Superjet New |      | 3000..4500 км                | Разработка             | План 2025 год | ГСС                       | КнААЗ         | -           |              |
| МС-21               |      | 132..211 пасс. 6400 км       | Лётные испытания       | 28.05.2017    | «Иркут», ОКБ им. Яковлева | ИАЗ           | 6           |              |
| Ил-96-300           |      | До 300 пасс. 9800 км         | Производство           |               | АК им. Ильюшина           | ВАСО          | 31          |              |
| Ил-96-400М          |      | До 370 пасс. 8700 км         | Лётные испытания       |               |                           | ВАСО          | 1           |              |
| Ту-204/214          |      | 164..215 пасс. 4200..5920 км | Производство           | 2.01.1989     |                           | Авиастар-СП   | 89          |              |

- В 2009—2017 годах на ВАСО собирался Ан-148. Сборка остановлена по политическим причинам.
- В 2018—2022 годах на УЗГА собирался L-410UVP-E20. Сборка остановлена по политическим причинам.

### Вертолёты
- Холдинг «Вертолёты России»

Боевые вертолёты: на конец 2010-х в общемировом производстве Российская Федерация занимала второе место (29 % рынка; первое место у США — 62 %).
| Название | Фото | Тип                           | Статус                | Первый полёт | Разработчики       | Производители | Произведено | Примечания                                                                        |
| -------- | ---- | ----------------------------- | --------------------- | ------------ | ------------------ | ------------- | ----------- | --------------------------------------------------------------------------------- |
| Ми-28Н   |      | Ударный вертолёт              | Серийное производство | 14.11.1996   | Завод им. Миля     | Роствертол    | >100        | Основные эксплуатанты: Россия, Ирак.                                              |
| Ка-52    |      | Ударный вертолёт              | Серийное производство | 25.06.1997   | ОКБ Камова         | Прогресс      | >120        | Эксплуатируется в России и Египте.                                                |
| СБВ      |      | Ударный вертолёт              | Разработка            |              | «Вертолёты России» |               | -           | -                                                                                 |
| Ми-35М   |      | Транспортно-боевой вертолёт   | Серийное производство |              | ОКБ Миля           | Роствертол    | >120        | Основные эксплуатанты: Россия, Азербайджан, Ирак, Бразилия, Венесуэла, Индонезия. |
| Ми-26    |      | Тяжёлый транспортный вертолёт | Серийное производство | 14.12.1977   | Завод им. Миля     | Роствертол    |             | -                                                                                 |
| Ка-32    |      | Средний вертолёт              | Производство          | 1980         | ОКБ Камова         | КумАПП        | >160        | -                                                                                 |
| Ми-38    |      | Средний вертолёт              | Серийное производство | 22.12.2003   | ОКБ Миля           | КВЗ           | 4           | Сертифицирован в декабре 2015 года.                                               |
| Ансат    |      | Лёгкий вертолёт               | Серийное производство | 17.08.1999   | КВЗ                | КВЗ           | >50         | -                                                                                 |
| Ми-8     |      | Многоцелевой вертолёт         | Серийное производство |              |                    | КВЗ, У-УАЗ    |             | -                                                                                 |
| Ка-226   |      | Многоцелевой вертолёт         | Серийное производство | 04.09.1997   | ОКБ Камова         | КумАПП        | 269         | -                                                                                 |
| Ка-62    |      | Многоцелевой вертолёт         | Лётные испытания      | 25.05.2017   | ОКБ Камова         |               | 3           | -                                                                                 |

Помимо указанных в таблице ведётся разработка лёгких вертолётов по схеме с соосными несущими винтами VRT500 и R-34.

### Беспилотные летательные аппараты
| Название              | Фото | Взлётный вес Дальность Время полёта | Статус                | Первый полёт | Разработчик Производитель     | Произведено |
| --------------------- | ---- | ----------------------------------- | --------------------- | ------------ | ----------------------------- | ----------- |
| Линейка БПЛА ZALA-421 |      | 1,5..95 кг 2..50 км 0,5..8 часов    | Серийное производство |              | «ZALA AERO GROUP»             | ?           |
| Т-23 Т-28 «Элерон-3»  |      | 3,5 кг 50 км 1,5 часа               | Серийное производство | 2003         | ЭНИКС                         | > 200       |
| Т-10 «Элерон-10»      |      | 15,5 кг 50 км 2,5 часа              | Серийное производство | 2007         | ЭНИКС                         | ?           |
| Орлан-10              |      | 14 кг 600 км 16 часов               | Серийное производство | 2010         | СТЦ                           | > 1000      |
| Тахион                |      | 25 кг 40 км 2 часа                  | Серийное производство | 2015         | «Ижмаш — Беспилотные системы» | ?           |
| Форпост Форпост-Р     |      | 450 кг 400 км 18 часов              | Производство          | 2012         | УЗГА                          | >90         |
| Дозор-600             |      | 720 кг 3500 км 24 часа              | Готов к производству  | 2010         | Транзас                       | ?           |
| Орион                 |      | 1000 кг 250 км 24 часа              | Производство          | 2016         | Группа Кронштадт              | ?           |
| Альтаир               |      | 5 тонн 10000 км 48 часов            | Лётные испытания      | 08.2019      | НПО «ОКБ им. Симонова»        | ?           |
| С-70                  |      | 20 тонн                             | Лётные испытания      | 03.08.2019   | Сухой                         | -           |

В 2019 году группа Кронштадт представила проект БПЛА «Сириус» взлётной массой 5 тонн.

## Организационная структура
- Департамент авиационной промышленности Министерства промышленности и торговли Российской Федерации

Основные активы российского авиастроения сконцентрированы в двух профильных государственных холдингах: «Объединённая авиастроительная корпорация» (в неё входят крупнейшие самолётостроительные предприятия) и «Оборонпром» (в неё входят крупнейшие вертолётостроительные и двигателестроительные предприятия). Эти компании включают в себя 214 предприятий и организаций, в том числе 103 — промышленные, 102 — НИИ и ОКБ. Общая численность занятых в российской авиационной промышленности — более 411 тыс. человек.
Крупнейшими научными центрами авиастроения являются:
- Центральный аэрогидродинамический институт (ЦАГИ);
- Центральный институт авиационного моторостроения (ЦИАМ);
- Всероссийский институт авиационных материалов (ВИАМ);
- Лётно-исследовательский институт (ЛИИ);
- Государственный научно-исследовательский институт авиационных систем (ГосНИИАС).
- Национальный институт авиационных технологий (НИАТ);

Основные производственные площадки:
- Комсомольский-на-Амуре авиационный завод (выпуск самолётов Су-30, Су-35, Су-57, Sukhoi Superjet 100)
- Иркутский авиационный завод (выпуск самолётов Су-30, Як-130, Як-152, МС-21)
- Новосибирский авиационный завод (выпуск самолётов Су-34)
- Авиастар-СП (выпуск самолётов Ил-76 и Ту-204)
- Казанский авиационный завод (выпуск самолётов Ту-214)
- Воронежское акционерное самолётостроительное общество (выпуск самолётов Ил-96)
- Таганрогский авиационный научно-технический комплекс (выпуск самолётов Бе-200)
- Роствертол (выпуск вертолётов Ми-28, Ми-35, Ми-26)
- Арсеньевская авиационная компания «Прогресс» (выпуск вертолётов Ка-52)
- Казанский вертолётный завод (выпуск вертолётов серии Ми-8, Ми-38, Ансат)
- Улан-Удэнский авиазавод (выпуск вертолётов серии Ми-8)
- Кумертауское авиационное производственное предприятие (выпуск вертолётов Ка-226, Ка-32, Ка-28, Ка-31)

## Реализация продукции

### Внутренний рынок
Крупные соглашения на поставку авиатехники российским заказчикам:
- Поставка 100 пассажирских самолётов SSJ 100 авиакомпании «Аэрофлот». Контракт заключён в сентябре 2018 года, стоимость контракта — 210 млрд рублей[48][49].
- Поставка 50 пассажирских самолётов МС-21-300 авиакомпании «Аэрофлот». Контракт заключён в феврале 2018 года[50].
- Поставка 10 стратегических бомбардировщиков Ту-160М2 Министерству обороны России. Контракт заключён 25 января 2018 года. Стоимость контракта — 160 млрд рублей[51].
- Поставка 92 фронтовых бомбардировщиков Су-34 Министерству обороны России. Контракт заключён в феврале 2012 года. По состоянию на декабрь 2018 года заказчику были переданы 84 самолёта.
- Поставка 76 истребителей Су-57 Министерству обороны России. Контракт заключён в июне 2019 года[44].
- Поставка 50 истребителей Су-35С Министерству обороны России. Контракт заключён в декабре 2015 года.
- Поставка 39 военно-транспортных самолётов Ил-76МД-90А Министерству обороны России. Контракт заключён в октябре 2012 года. Первый самолёт по контракту был передан заказчику в начале 2016 года.
- Поставка 98 ударных вертолётов Ми-28НМ Министерству обороны России. Контракт заключён в июне 2019 года[52].

### Экспорт
Значительная часть производимой в России авиатехники идёт на экспорт. Основу экспорта военных самолётов составляют истребители (Су-30, Су-35, МиГ-29) и учебно-боевой самолёт Як-130. В экспорте гражданских самолётов в досанкционные годы доминировал ближнемагистральный пассажирский самолёт Sukhoi Superjet 100. Экспортируемые вертолёты: Ми-8, Ми-35, Ка-32, Ка-226 и другие.
Портфель заказов «Рособоронэкспорта» (основного российского экспортёра вооружений) по авиационной технике на начало 2016 года превышал 22 млрд долларов США.
Крупнейшие соглашения на экспорт российской авиатехники:
- Поставка свыше 20 истребителей Су-35 в Египет. Соглашение вступило в силу в конце 2018 года, стоимость соглашения — около 2 млрд долларов США[54].
- Поставка 11 истребителей Су-35 в Индонезию. Контракт заключён в феврале 2018 года, стоимость контракта — 1,1 млрд долларов США[55].
- Поставка свыше 50 истребителей МиГ-29М/М2 в Египет. Контракт заключён в апреле 2015 года, стоимость контракта — около 2 млрд долларов США[54][56]. На 2017 год поставки самолётов продолжаются[57].
- Поставка 30 пассажирских самолётов SSJ 100 для мексиканской авиакомпании Interjet. По состоянию на февраль 2018 года заказчику поставлено 22 самолёта.
- Поставка 50 боевых вертолётов Ка-52 в Египет. Контракт заключён в 2015 году, стоимость контракта — свыше 1 млрд долларов США[54][58]. Поставки вертолётов начались в сентябре 2017 года[59].
- Организация сборки не менее 200 лёгких многоцелевых вертолётов Ка-226Т в Индии. Соглашение заключено в 2015 году[60], заморожено в 2023 году[61].
- Поставка 48 новых вертолётов Ми-17-В5 для ВВС Индии. Контракт одобрен Советом по оборонным закупкам Индии в 2015 году, оценивается в сумму около 1,1 млрд долларов[62].

## Авиационные выставки
Раз в два года в России проводится Международный авиационно-космический салон (МАКС), в котором активное участие принимают российские производители авиатехники. Во время проведения авиасалона было заключено контрактов на сумму: в 2005 году — 5 млрд долларов, в 2007 — 3 млрд долларов, в 2009 и 2011 по 10 млрд долларов, в 2013 — 21 млрд долларов США.
Международный авиасалон по гидроавиации «Гидроавиасалон» проходит в России каждый второй (чётный) год, чередуясь с МАКСом. Проходит в бухте г. Геленджик на территориях испытательно-экспериментальной базы ТАНТК им. Г. М. Бериева и аэропорта «Геленджик».
Ежегодно в России проводится международная выставка вертолётной индустрии HeliRussia.

## Проблема импорта запчастей
По данным The Economist, три четверти российского гражданского авиапарка составляют самолеты производства США, стран ЕС и Канады. Санкции, наложенные на Россию после вторжения на Украину, препятствуют своевременным поставкам запчастей, что, по мнению экспертов может привести к серьезным проблемам с безопасностью полетов.